# 寿松堂ふじ国
寿松堂 ふじ国（じゅしょうどう ふじくに、生没年不詳）とは、江戸時代の大坂の浮世絵師。

## 来歴
寿好堂よし国の門人、大坂の人。寿松堂と号し、文政9年（1826年）に役者絵を描いている。

## 作品
- 「風流鍋島夕すゞみ　大谷友次・沢村源之助」　大判錦絵5枚続の内　※文政9年
- 「左枝犬清・中村芝翫」　大判錦絵　池田文庫所蔵　※文政9年7月、大坂中の芝居『木下蔭狭間合戦』より